# Sterculia subpeltata
Sterculia subpeltata är en malvaväxtart som beskrevs av Carl Ludwig von Blume. Sterculia subpeltata ingår i släktet Sterculia och familjen malvaväxter. Inga underarter finns listade i Catalogue of Life.